# Гарретт, Шон
Гарретт Хамлер (англ. Garrett Hamler), более известный под именем Sean Garrett (рус. Шон Гарретт) — американский рэпер и продюсер. Гарретт работал над синглом Ашера «Yeah!».
Его дебютный альбом Turbo 919 был выпущен 28 августа 2008 года на своём собственном лейбле «Bet I Penned It Music».
Sean Garrett стал хорошим другом Лудакриса. Он сотрудничал с ним в своём дебютном альбоме Turbo 919, в сингле «Grippin'». В свою очередь, Гарретт поучаствовал в сингле «What Them Girls Like», наряду с Крисом Брауном, в альбоме Лудакриса Theater of the Mind.

## Начало жизни
Гарретт Хамлер родился в Атланте, штат Джорджия, и переехал с семьей в Европу, когда ему было четыре года. Его отец служил в армии США, и они никогда не задерживались надолго на одном месте. Он перемещался между армейскими базами в Германии и Англии. Он выступал в шоу талантов, и впоследствии подписал контракт с Ariola или BMG, когда ему было 17 лет. Через несколько лет он вернулся в США и начал записывать песни. Гаррет настаивал, что он художник, а не автор песен, но вернулся в школу, окончил бизнес-колледж по программе Университета Мэриленда в Германии. Затем он устроился на работу ипотечным брокером в Южной Каролине.

## Дискография

### Студийные альбомы
| Название  | Детали |
| --------- | --- |
| Turbo 919 | - Выпущен: 28 августа 2008 - Лейблы: Bet I Penned It Music, Interscope Records - Формат: CD, цифровое скачивание |

### Синглы

#### В качестве основного исполнителя
| 2008                                     | «Grippin'» (при участии Ludacris)                  | — | 40 | — | Turbo 919 |
| 2008                                     | «6 in the Morning (Remix)» (при участии Rick Ross) | — | —  | — | Turbo 919 |
| "—" ставится, если сингл не попал в чарт |                                                    |   |    |   |           |

#### В качестве приглашённого исполнителя
| 2008                                     | «What Them Girls Like» (Ludacris при участии Chris Brown и Sean Garrett) | 33 | 17 | 8 | —  | Theater of the Mind |
| 2008                                     | «Away» (Энрике Иглесиас при участии Sean Garrett)                        | —  | —  | — | 1  | Greatest Hits       |
| 2009                                     | «I Did It for Love» (BoA при участии Sean Garrett)                       | —  | —  | — | 19 | BoA                 |
| 2009                                     | «Break Up» (Mario при участии Gucci Mane и Sean Garrett)                 | 14 | 2  | — | —  | D.N.A.              |
| "—" ставится, если сингл не попал в чарт |                                                                          |    |    |   |    |                     |

## Награды и номинации
| Год  | Номинируемая работа                                      | Категория                               | Результат |
| ---- | -------------------------------------------------------- | --------------------------------------- | --------- |
| 2009 | «Break Up» (Mario при участии Gucci Mane и Sean Garrett) | Лучшая коллаборация (Soul Train Awards) | Номинация |